# Andrea (medico)
Andrea (in greco antico: Ἀνδρέας?; Caristo, ... – Rafah, 217 a.C.) è stato un medico greco antico.

## Biografia
Fu uno dei principali esponenti della scuola di Erofilo, del quale fu uno dei primi allievi diretti. La sua provenienza da Caristo è supposta sulla base dell'identificazione di Andrea l'erofileo con il medico Andrea di Caristo (suggerita dalla scarsa frequenza del nome Andrea tra i medici dell'epoca). 
Fu medico personale di Tolomeo IV Filopatore e fu assassinato durante la IV guerra siriaca, alla vigilia della battaglia di Rafah, nella tenda del sovrano, da un sicario che vi si era introdotto per uccidere il re. 
Lo si identifica con il medico Androne citato spesso da Ateneo e altri autori antichi

## Opere
Abbiamo una cinquantina di testimonianze su Andrea, la maggioranza delle quali riguardano la farmacologia, con notizie di un'opera Sui morsi degli animali. Coltivò anche la fisiologia, la patologia la chirurgia e forse l'esegesi di testi ippocratici, dicendo che il grande medico era stato obbligato a lasciare la sua terra nativa per aver appiccato il fuoco alla biblioteca di Cnido; storia che, pur essendo universalmente considerata del tutto infondata, fu ripetuta con alcune varianti da Varrone. Scrisse anche opere come Sulle false credenze e potrebbe stato il primo a scrivere un trattato sulla rabbia, che chiamò Κυνόλυσσος (Kunolyssos). 
Inoltre, era famosa una macchina da lui ideata per ridurre le lussazioni degli arti. Data l'assenza di testimonianze relative, si pensa che, a differenza del suo maestro Erofilo, non abbia praticato dissezioni di corpi umani e non si sia occupato della teoria delle pulsazioni.